# Saint-Martin-de-Gurson
Pour les articles homonymes, voir Saint-Martin.
Saint-Martin-de-Gurson, précédemment orthographiée Saint-Martin-de-Gurçon, est une commune française située dans le département de la Dordogne, en région Nouvelle-Aquitaine.

## Géographie

### Généralités
Dans l'ouest du département de la Dordogne, la commune de Saint-Martin-de-Gurson est située en forêt du Landais, à proximité du département de la Gironde. C'est une commune rurale qui fait partie de l'aire d'attraction de Montpon-Ménestérol, zonage d’étude défini par l'Insee, qui a remplacé en 2020 l'aire urbaine de Montpon-Ménestérol qui n'incluait pas la commune.
Le petit bourg de Saint-Martin-de-Gurson, traversé par la route départementale (RD) 33, se situe, en distances orthodromiques, huit kilomètres au sud-ouest de Montpon-Ménestérol et quinze kilomètres au nord-ouest de Sainte-Foy-la-Grande.
Le territoire communal est également desservi au nord-ouest par la RD 9 et au sud-est par la RD 11. Le nord de la commune est brièvement traversé par l'autoroute A89 dont l'échangeur le plus proche du bourg, distant d'environ huit kilomètres par la route, est celui de Montpon-Ménestérol. À une distance équivalente se trouve la gare ferroviaire la plus proche, celle de Montpon-Ménestérol, sur la ligne ferroviaire Bordeaux - Périgueux.
Entre Ménesplet et Montpon-Ménestérol au nord-est et Saint-Rémy au sud-est, le sentier de grande randonnée 646 traverse le territoire communal sur plus de six kilomètres.

### Communes limitrophes
Saint-Martin-de-Gurson est limitrophe de sept autres communes. Au sud, son territoire est distant d'environ 550 mètres de celui de Montazeau.
| Moulin-Neuf             | Ménesplet              | Montpon-Ménestérol    |
| Villefranche-de-Lonchat | Saint-Martin-de-Gurson | Saint-Rémy            |
| Carsac-de-Gurson        |                        | Saint-Méard-de-Gurçon |

### Géologie et relief

#### Géologie
Situé sur la plaque nord du Bassin aquitain et bordé à son extrémité nord-est par une frange du Massif central, le département de la Dordogne présente une grande diversité géologique. Les terrains sont disposés en profondeur en strates régulières, témoins d'une sédimentation sur cette ancienne plate-forme marine. Le département peut ainsi être découpé sur le plan géologique en quatre gradins différenciés selon leur âge géologique. Saint-Martin-de-Gurson est située dans le quatrième gradin à partir du nord-est, un plateau formé de dépôts siliceux-gréseux et de calcaires lacustres de l'ère tertiaire.
Les couches affleurantes sur le territoire communal sont constituées de formations superficielles du Quaternaire et de roches sédimentaires datant du Cénozoïque. La formation la plus ancienne, notée e5-6, est la formation de Guizengeard supérieur (Lutétien supérieur à Bartonien supérieur continental). La formation la plus récente, notée CFp, fait partie des formations superficielles de type colluvions indifférenciées de versant, de vallon et plateaux issues d'alluvions, molasses, altérites. Le descriptif de ces couches est détaillé dans  la feuille « no 805 - Sainte-Foy-la-Grande » de la carte géologique au 1/50 000 de la France métropolitaine, et sa notice associée.

Carte géologique de Saint-Martin-de-Gurson.

#### Relief et paysages
Le département de la Dordogne se présente comme un vaste plateau incliné du nord-est (491 m, à la forêt de Vieillecour dans le Nontronnais, à Saint-Pierre-de-Frugie) au sud-ouest (2 m à Lamothe-Montravel). L'altitude du territoire communal varie quant à elle entre 31 mètres à l'extrême sud, au sud du lieu-dit la Truffière, là où la Lidoire quitte la commune et sert de limite entre celles de Carsac-de-Gurson et Saint-Méard-de-Gurçon, et 106 mètres à l'extrême est, au nord du lieu-dit Métairie Basse de la Forêt, également en limite de la commune de Saint-Méard-de-Gurçon,.
Dans le cadre de la Convention européenne du paysage entrée en vigueur en France le 1er juillet 2006, renforcée par la loi du 8 août 2016 pour la reconquête de la biodiversité, de la nature et des paysages, un atlas des paysages de la Dordogne a été élaboré sous maîtrise d’ouvrage de l’État et publié en octobre 2020. Les paysages du département s'organisent en huit unités paysagères,. La commune fait partie du Landais, au sein de l'unité de paysage « La Double et le Landais », deux plateaux ondulés, dont la pente générale descend de l'est vers l'ouest. À l'est, les altitudes atteignent ainsi les 200 m pour les plus élevées (206 m au sud de Vallereuil). Vers l'ouest, le relief s’adoucit et les altitudes maximales culminent autour des 100 mètres. Les paysages sont forestiers aux horizons limités, avec peu de repères, ponctués de clairières agricoles habitées.
La superficie cadastrale de la commune publiée par l'Insee, qui sert de référence dans toutes les statistiques, est de 24,58 km2,,. La superficie géographique, issue de la BD Topo, composante du Référentiel à grande échelle produit par l'IGN, est quant à elle de 24,92 km2.

### Hydrographie

#### Réseau hydrographique
La commune est située dans le bassin de la Dordogne au sein du Bassin Adour-Garonne. Elle est drainée par la Lidoire, le Galant, la Bidonne, le Petit Rieu, le Fayat, le ruisseau du Cailloux et de Lavergne et par divers petits cours d'eau, qui constituent un réseau hydrographique de 27 km de longueur totale,.
La Lidoire, d'une longueur totale de 49,46 km, prend sa source dans la commune de Bosset et se jette en rive droite de la Dordogne en limite de Castillon-la-Bataille et Lamothe-Montravel, face à Mouliets-et-Villemartin,. Elle borde la commune au sud-est sur près de deux kilomètres et demi face à Saint-Méard-de-Gurçon.
Affluent de rive droite de la Lidoire, le Fayat arrose le sud-ouest de la commune sur trois kilomètres et demi dont deux servent de limite naturelle en deux tronçons face à Carsac-de-Gurson.
Autre affluent de rive droite de la Lidoire, la Bidonne marque la limite communale au sud-est sur plus d'un kilomètre et demi, face à Saint-Rémy.
Le Galant, d'une longueur totale de 10,51 km, prend sa source dans la commune de Carsac-de-Gurson et se jette dans l'Isle en rive gauche, en limite de Ménesplet et de Moulin-Neuf, face au Pizou,. Il sert de limite naturelle au nord-ouest sur près de deux kilomètres, face à Villefranche-de-Lonchat.
Deux autres affluents de rive gauche de l'Isle prennent leur source dans le nord de la commune : le ruisseau du Cailloux et de Lavergne arrose le territoire communal sur plus de deux kilomètres et demi et le Petit Rieu sur plus d'un kilomètre et demi.

Réseaux hydrographique et routier de Saint-Martin-de-Gurson.
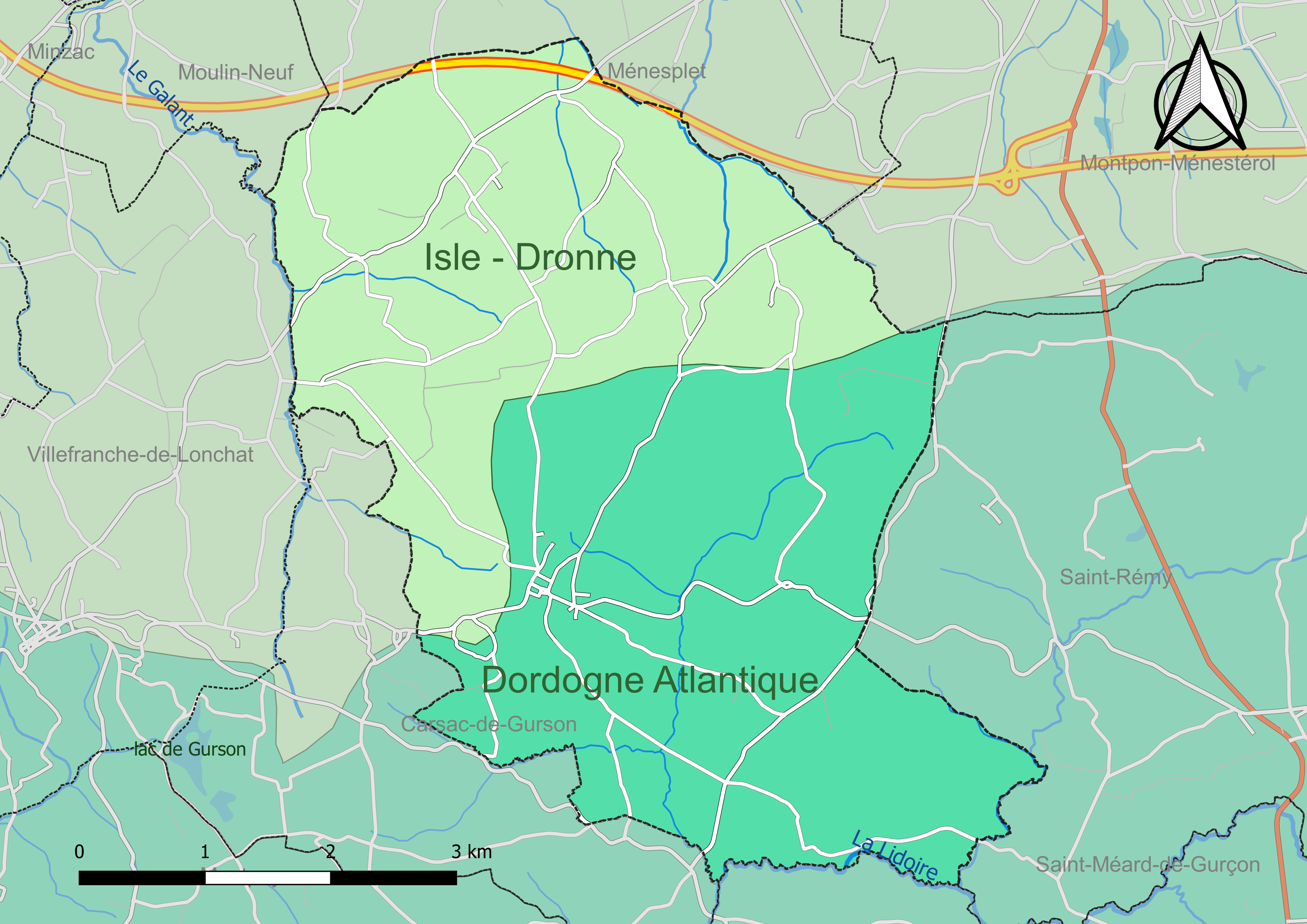
Carte des schémas d'aménagement et de gestion des eaux (SAGE) couvrant le territoire communal de Saint-Martin-de-Gurson.

#### Gestion et qualité des eaux
Le territoire communal est couvert par les schémas d'aménagement et de gestion des eaux (SAGE) « Dordogne Atlantique » et « Isle - Dronne ». Le SAGE « Dordogne Atlantique », dont le territoire correspond au sous‐bassin le plus aval du bassin versant de la Dordogne (aval de la confluence Dordogne - Vézère)., d'une superficie de 2 700 km2 est en cours d'élaboration. La structure porteuse de l'élaboration et de la mise en œuvre est l'établissement public territorial de bassin de la Dordogne (EPIDOR). Le SAGE « Isle - Dronne », dont le territoire regroupe les bassins versants de l'Isle et de la Dronne, d'une superficie de 7 500 km2, a été approuvé le 2 août 2021. La structure porteuse de l'élaboration et de la mise en œuvre est également l'EPIDOR. Ils définissent chacun sur leur territoire les objectifs généraux d’utilisation, de mise en valeur et de protection quantitative et qualitative des ressources en eau superficielle et souterraine, en respect des objectifs de qualité définis dans le troisième SDAGE  du Bassin Adour-Garonne qui couvre la période 2022-2027, approuvé le 10 mars 2022.
Au sud-est, environ 55 % du territoire communal fait partie du bassin versant de la Lidoire et dépend donc du SAGE Dordogne Atlantique. Au nord-ouest, la zone restante est rattachée au SAGE Isle - Dronne.
La qualité des eaux de baignade et des cours d’eau peut être consultée sur un site dédié géré par les agences de l’eau et l’Agence française pour la biodiversité.

### Climat
Pour des articles plus généraux, voir Climat de la Nouvelle-Aquitaine et Climat de la Dordogne.
Historiquement, la commune est exposée à un climat océanique aquitain.  
En 2020, Météo-France publie une typologie des climats de la France métropolitaine dans laquelle la commune est exposée à un climat océanique et est dans la région climatique Aquitaine, Gascogne, caractérisée par une pluviométrie abondante au printemps, modérée en automne, un faible ensoleillement au printemps, un été chaud (19,5 °C), des vents faibles, des brouillards fréquents en automne et en hiver et des orages fréquents en été (15 à 20 jours).
Pour la période 1971-2000, la température annuelle moyenne est de 12,7 °C, avec  une amplitude thermique annuelle de 15,2 °C. Le cumul annuel moyen de précipitations est de 843 mm, avec 11,5 jours de précipitations en janvier et 6,8 jours en juillet. Pour la période 1991-2020, la température moyenne annuelle observée sur la station météorologique la plus proche, située sur la commune de Port-Sainte-Foy-et-Ponchapt à 14 km à vol d'oiseau, est de 13,8 °C et le cumul annuel moyen de précipitations est de 809,4 mm,. Pour l'avenir, les paramètres climatiques de la commune estimés pour 2050 selon différents scénarios d’émission de gaz à effet de serre sont consultables sur un site dédié publié par Météo-France en novembre 2022.

## Urbanisme

### Typologie
Au 1er janvier 2024, Saint-Martin-de-Gurson est catégorisée commune rurale à habitat dispersé, selon la nouvelle grille communale de densité à 7 niveaux définie par l'Insee en 2022.
Elle est située hors unité urbaine. Par ailleurs la commune fait partie de l'aire d'attraction de Montpon-Ménestérol, dont elle est une commune de la couronne,. Cette aire, qui regroupe 13 communes, est catégorisée dans les aires de moins de 50 000 habitants,.

### Occupation des sols
L'occupation des sols de la commune, telle qu'elle ressort de la base de données européenne d’occupation biophysique des sols Corine Land Cover (CLC), est marquée par l'importance des forêts et milieux semi-naturels (50 % en 2018), en augmentation par rapport à 1990 (46,1 %). La répartition détaillée en 2018 est la suivante : 
forêts (50 %), zones agricoles hétérogènes (34 %), cultures permanentes (7,6 %), prairies (5,5 %), terres arables (1,7 %), zones urbanisées (1,2 %). L'évolution de l’occupation des sols de la commune et de ses infrastructures peut être observée sur les différentes représentations cartographiques du territoire : la carte de Cassini (XVIIIe siècle), la carte d'état-major (1820-1866) et les cartes ou photos aériennes de l'IGN pour la période actuelle (1950 à aujourd'hui).

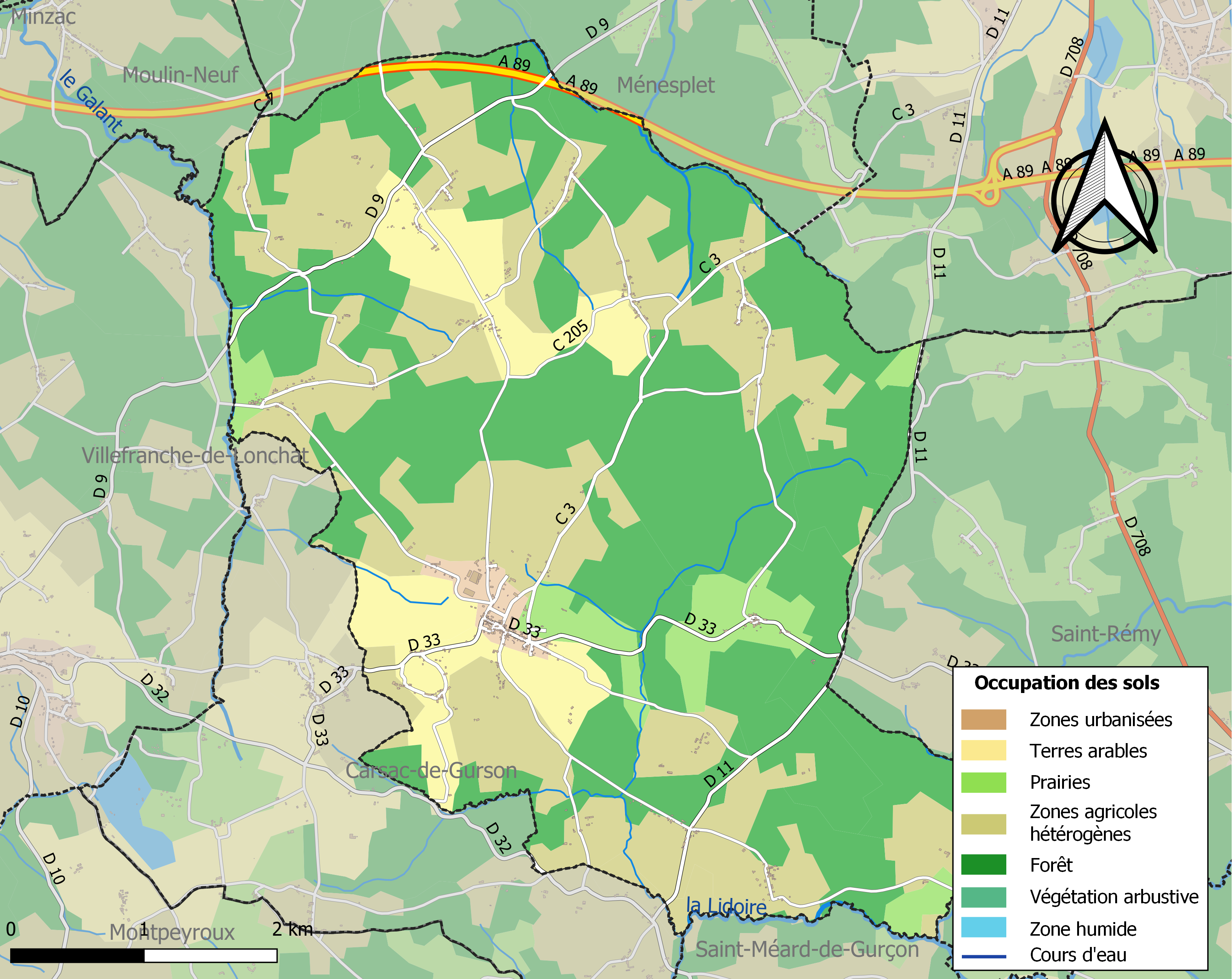
Carte des infrastructures et de l'occupation des sols de la commune en 2018 (CLC).

### Prévention des risques
Le territoire de la commune de Saint-Martin-de-Gurson est vulnérable à différents aléas naturels : météorologiques (tempête, orage, neige, grand froid, canicule ou sécheresse), feux de forêts, mouvements de terrains et séisme (sismicité très faible). Il est également exposé à un risque technologique, le transport de matières dangereuses. Un site publié par le BRGM permet d'évaluer simplement et rapidement les risques d'un bien localisé soit par son adresse soit par le numéro de sa parcelle.

#### Risques naturels
Saint-Martin-de-Gurson est exposée au risque de feu de forêt. L’arrêté préfectoral du 14 mars 2013 fixe les conditions de pratique des incinérations et de brûlage dans un objectif de réduire le risque de départs d’incendie. À ce titre, des périodes sont déterminées : interdiction totale du 15 février au 15 mai et du 15 juin au 15 octobre, utilisation réglementée du 16 mai au 14 juin et du 16 octobre au 14 février. En septembre 2020, un plan inter-départemental de protection des forêts contre les incendies (PidPFCI) a été adopté pour la période 2019-2029,.

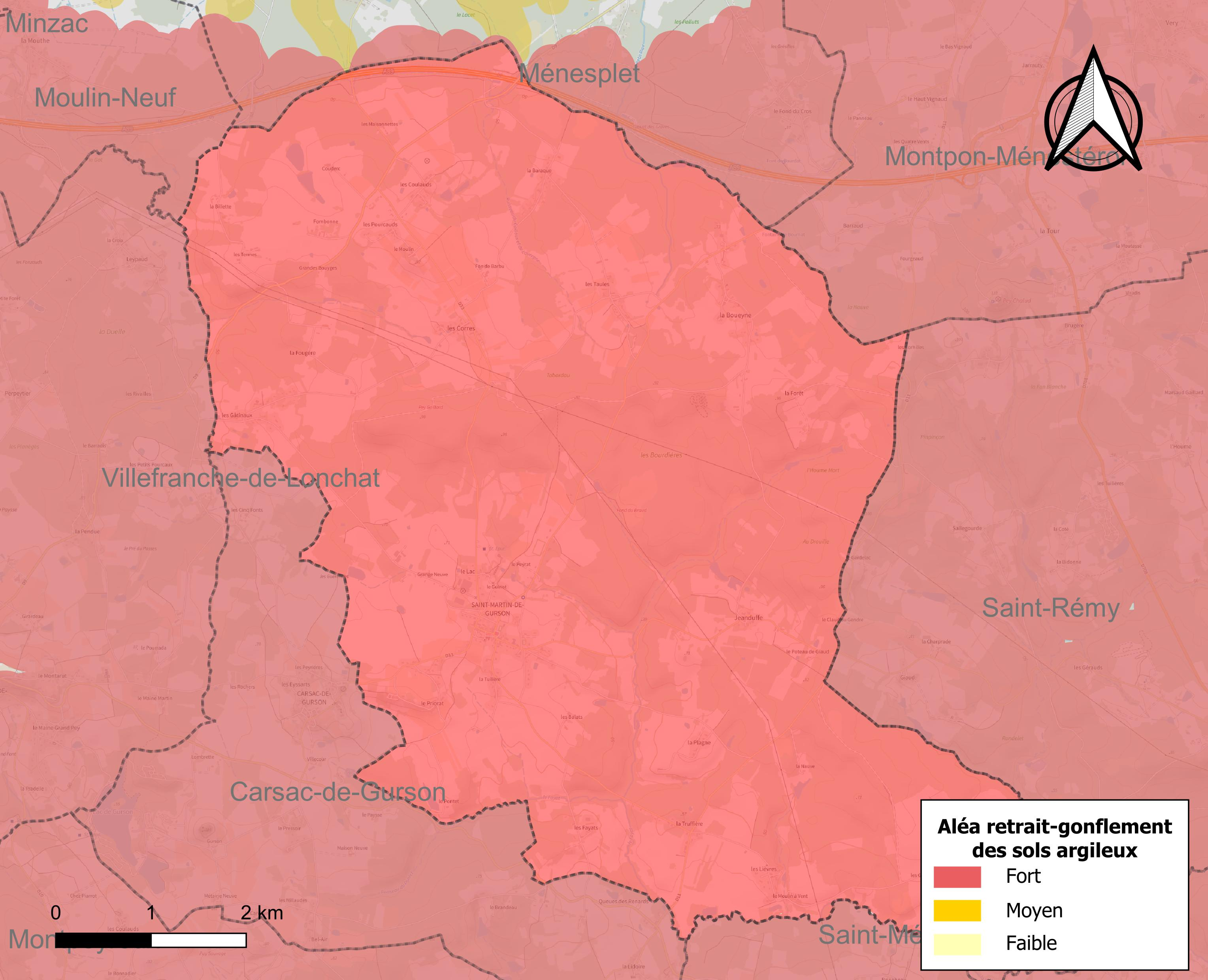
Carte des zones d'aléa retrait-gonflement des sols argileux de Saint-Martin-de-Gurson.

Les mouvements de terrains susceptibles de se produire sur la commune sont des tassements différentiels. Le retrait-gonflement des sols argileux est susceptible d'engendrer des dommages importants aux bâtiments en cas d’alternance de périodes de sécheresse et de pluie. La totalité de la commune est en aléa moyen ou fort (58,6 % au niveau départemental et 48,5 % au niveau national métropolitain). Depuis le 1er octobre 2020, en application de la loi ÉLAN, différentes contraintes s'imposent aux vendeurs, maîtres d'ouvrages ou constructeurs de biens situés dans une zone classée en aléa moyen ou fort,.
La commune a été reconnue en état de catastrophe naturelle au titre des dommages causés par les inondations et coulées de boue survenues en 1982, 1983 et 1999, par la sécheresse en 1992, 1995, 2005 et 2011 et par des mouvements de terrain en 1999.

## Toponymie
Sur la carte de Cassini représentant la France entre 1756 et 1789, le village est identifié sous le nom de Saint Martin.
En 1992, l'orthographe du nom officiel de la commune est modifié : Saint-Martin-de-Gurçon devient Saint-Martin-de-Gurson.
En occitan, la commune se nomme Sent Martin de Gurçon.

## Histoire
L'église du lieu a été bâtie au XIIe siècle.
En 1615, Jean-Frédéric de Foix, le comte de Gurson, et son épouse Charlotte de Caumont de Lauzun, ont fondé le couvent de Plagnac des Frères Minimes de saint François de Paule situé au nord de Saint-Martin-de-Gurson, à la limite de Carsac-de-Gurson, à l'ouest de la route allant au hameau des Gâtineaux, dans un petit vallon agreste. Ce couvent fermé en 1791, vendu comme bien national, a disparu. À son emplacement a été placée une croix qui est visible en prenant la route des Gâtineaux. Des éléments du mobilier du couvent ont été déposés dans le musée de Villefranche-de-Lonchat.
Le nom actuel a remplacé celui de Saint-Martin-de-Gurçon en 1992.

## Politique et administration

### Rattachements administratifs et électoraux
Dès 1790, la commune de Saint-Martin-de-Gurson est rattachée au canton de Villefranche-de-Lonchat (appelé dans un premier temps « canton de Villefranche » puis « de Villefranche-de-Loupchapt » puis « de Villefranche-de-Longchapt ») qui dépend du district de Montpon, rapidement renommé en district de Mussidan, jusqu'en 1795, date de suppression des districts. En 1801, ce canton est rattaché à l'arrondissement de Bergerac.
Dans le cadre de la réforme de 2014 définie par le décret du 21 février 2014, ce canton disparaît aux élections départementales de mars 2015. La commune est alors rattachée au canton du Pays de Montaigne et Gurson.

### Intercommunalité
Saint-Martin-de-Gurson a d'abord fait partie de la communauté de communes du Gursonnais créée fin 2001. Celle-ci est dissoute au 31 décembre 2012 et remplacée au 1er janvier 2013 par la communauté de communes Montaigne Montravel et Gurson.

### Administration municipale
La population de la commune étant comprise entre 500 et 1 499 habitants au recensement de 2017, quinze conseillers municipaux ont été élus en 2020,.

### Liste des maires

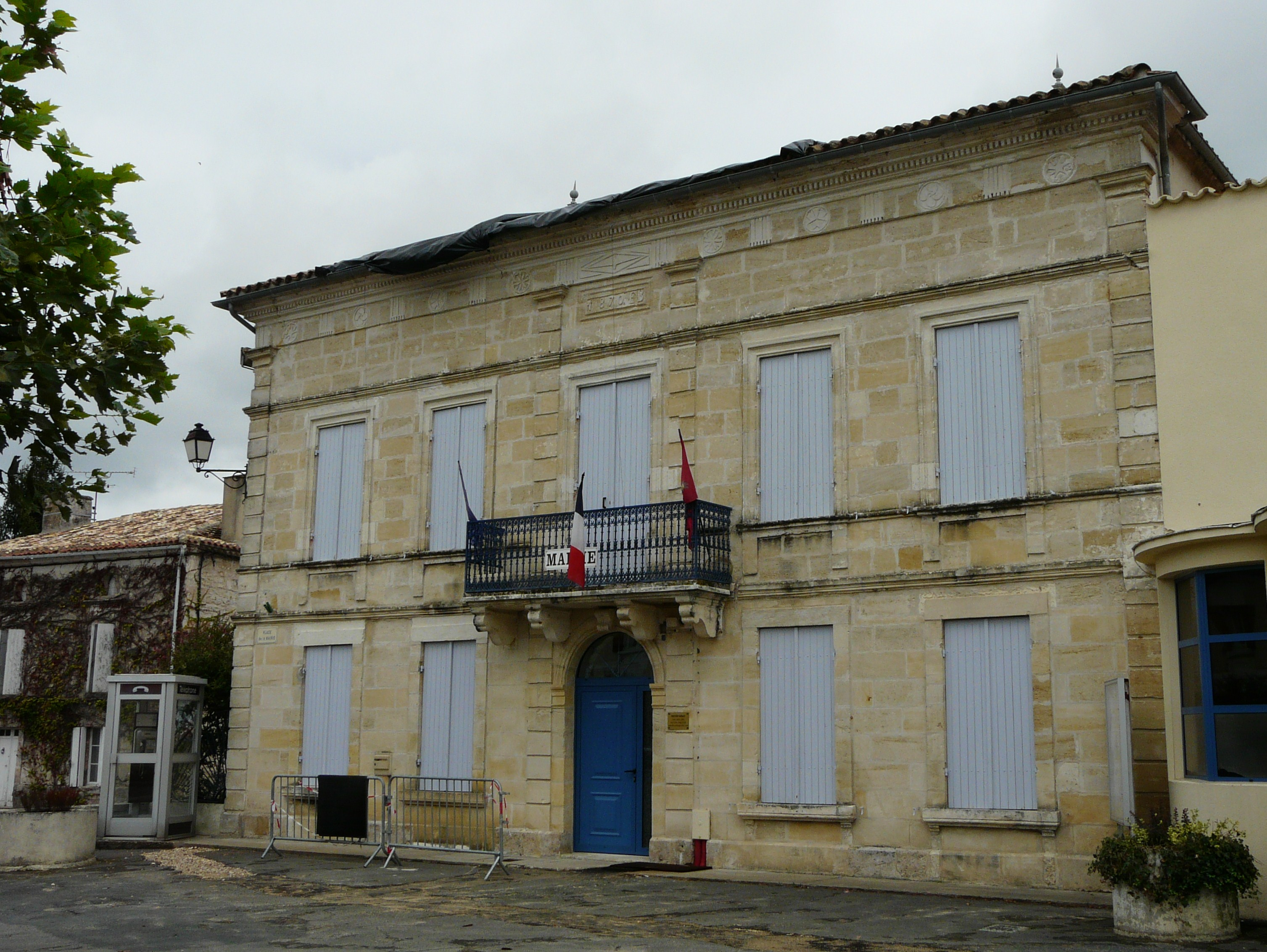
La mairie.

| Période                                  | Période        | Identité                      | Étiquette | Qualité     |
| ---------------------------------------- | -------------- | ----------------------------- | --------- | ----------- |
| Les données manquantes sont à compléter. |                |                               |           |             |
| 1790                                     | 1801           | François Robert               |           |             |
| 1801                                     | 1823           | Étienne Durand-Fonbonne       |           |             |
| 1823                                     | 1855           | Jean Seignolles               |           |             |
| 1855                                     | 1857           | Jean Baptiste Baleste         |           |             |
| 1857                                     | août 1860      | Jean Banizette                |           |             |
| 1860                                     | 1861           | Jean Baptiste Barbancey       |           |             |
| 1861                                     | 1862           | Jean Bonneau                  |           |             |
| 1862                                     | juillet 1896   | François Bonneau              |           |             |
| juillet 1896                             | mai 1908       | François Guionneau            |           |             |
| mai 1908                                 | septembre 1919 | Jean Bonneau                  |           |             |
| décembre 1919                            | décembre 1929  | François Guionneau            |           |             |
| décembre 1929                            | mai 1935       | François Guerrier             |           |             |
| mai 1935                                 | février 1963   | Jean Bernard                  |           |             |
| mars 1963                                | septembre 1990 | Pierre Lebret                 |           |             |
| octobre 1990                             | juin 1995      | Michel Bossamot               |           |             |
| juin 1995                                | mars 2001      | Jacques Lafond-Grellety       |           |             |
| mars 2001                                | mars 2008      | Michel Bossamot               |           |             |
| mars 2008                                | mai 2020       | Bernard (ou Jean-Louis) Goyer | SE        | Retraité    |
| mai 2020                                 | octobre 2020   | Jean Lafond-Grellety          |           |             |
| octobre 2020                             | En cours       | Marc Grandy                   |           | Agriculteur |

## Équipements et services publics

### Enseignement
À la rentrée scolaire 2023, les communes de Saint-Rémy et de Saint-Martin-de-Gurson font partie d'un regroupement pédagogique intercommunal (RPI). Du cours élémentaire 1re année jusqu'au cours moyen 2e année, les élèves sont scolarisés à Saint-Rémy, à l'école élémentaire Joséphine-Baker,  et les classes de maternelle et de cours préparatoire sont assurées à Saint-Martin-de-Gurson.

### Justice
En 2023, dans le domaine judiciaire, Saint-Martin-de-Gurson relève : 
- du tribunal judiciaire, du tribunal pour enfants, du conseil de prud'hommes et du tribunal de commerce de Bergerac ;
- du pôle Nationalité du tribunal judiciaire de Périgueux (compétent uniquement dans le domaine de la nationalité) ;
- de la cour d'appel, du tribunal administratif et de la cour administrative d'appel de Bordeaux.

## Population et société

### Démographie
Les habitants de Saint-Martin-de-Gurson se nomment les Saint-Martinois.
L'évolution du nombre d'habitants est connue à travers les recensements de la population effectués dans la commune depuis 1793. Pour les communes de moins de 10 000 habitants, une enquête de recensement portant sur toute la population est réalisée tous les cinq ans, les populations de référence des années intermédiaires étant quant à elles estimées par interpolation ou extrapolation. Pour la commune, le premier recensement exhaustif entrant dans le cadre du nouveau dispositif a été réalisé en 2004.

En 2022, la commune comptait 637 habitants, en évolution de −5,21 % par rapport à 2016 (Dordogne : +0,37 %, France hors Mayotte : +2,11 %).
| 1793  | 1800 | 1806 | 1821 | 1831 | 1836 | 1841 | 1846 | 1851 |
| ----- | ---- | ---- | ---- | ---- | ---- | ---- | ---- | ---- |
| 1 048 | 752  | 914  | 917  | 972  | 953  | 804  | 863  | 823  |

| 1856 | 1861 | 1866 | 1872 | 1876 | 1881 | 1886 | 1891 | 1896 |
| ---- | ---- | ---- | ---- | ---- | ---- | ---- | ---- | ---- |
| 805  | 813  | 790  | 767  | 800  | 804  | 725  | 666  | 718  |

| 1901 | 1906 | 1911 | 1921 | 1926 | 1931 | 1936 | 1946 | 1954 |
| ---- | ---- | ---- | ---- | ---- | ---- | ---- | ---- | ---- |
| 747  | 787  | 770  | 719  | 726  | 692  | 660  | 655  | 684  |

| 1962 | 1968 | 1975 | 1982 | 1990 | 1999 | 2004 | 2006 | 2009 |
| ---- | ---- | ---- | ---- | ---- | ---- | ---- | ---- | ---- |
| 604  | 537  | 480  | 526  | 559  | 555  | 534  | 553  | 597  |

| 2014 | 2019 | 2022 | - | - | - | - | - | - |
| ---- | ---- | ---- | - | - | - | - | - | - |
| 663  | 655  | 637  | - | - | - | - | - | - |

### Manifestations culturelles et festivités
- Salon du livre sur un week-end, début mai (7e édition en 2024)[63].

## Économie

### Emploi
En 2015, parmi la population communale comprise entre 15 et 64 ans, les actifs représentent 316 personnes, soit 47,7 % de la population municipale. Le nombre de chômeurs (soixante-cinq) a augmenté par rapport à 2010 (quarante-cinq) et le taux de chômage de cette population active s'établit à 20,6 %.

### Établissements
Au 31 décembre 2015, la commune compte 55 établissements, dont 21 au niveau des commerces, transports ou services, treize dans la construction, treize dans l'agriculture, la sylviculture ou la pêche, quatre relatifs au secteur administratif, à l'enseignement, à la santé ou à l'action sociale, et quatre dans l'industrie.

### Entreprises
- La société Cristaline produit annuellement entre 200 et 250 millions de bouteilles d'eau de source et emploie 47 personnes en 2022 sur son usine de Saint-Martin-de-Gurson[67].

## Culture locale et patrimoine

### Lieux et monuments
- Église Saint-Martin du XIIe siècle, classée en 1912 au titre des monuments historiques[48].
- Le château de Fonbonne, bâti en 1875, a succédé à une chartreuse datant de 1820 qui prenait la suite du logis de la famille Durand de Fonbonne[68].

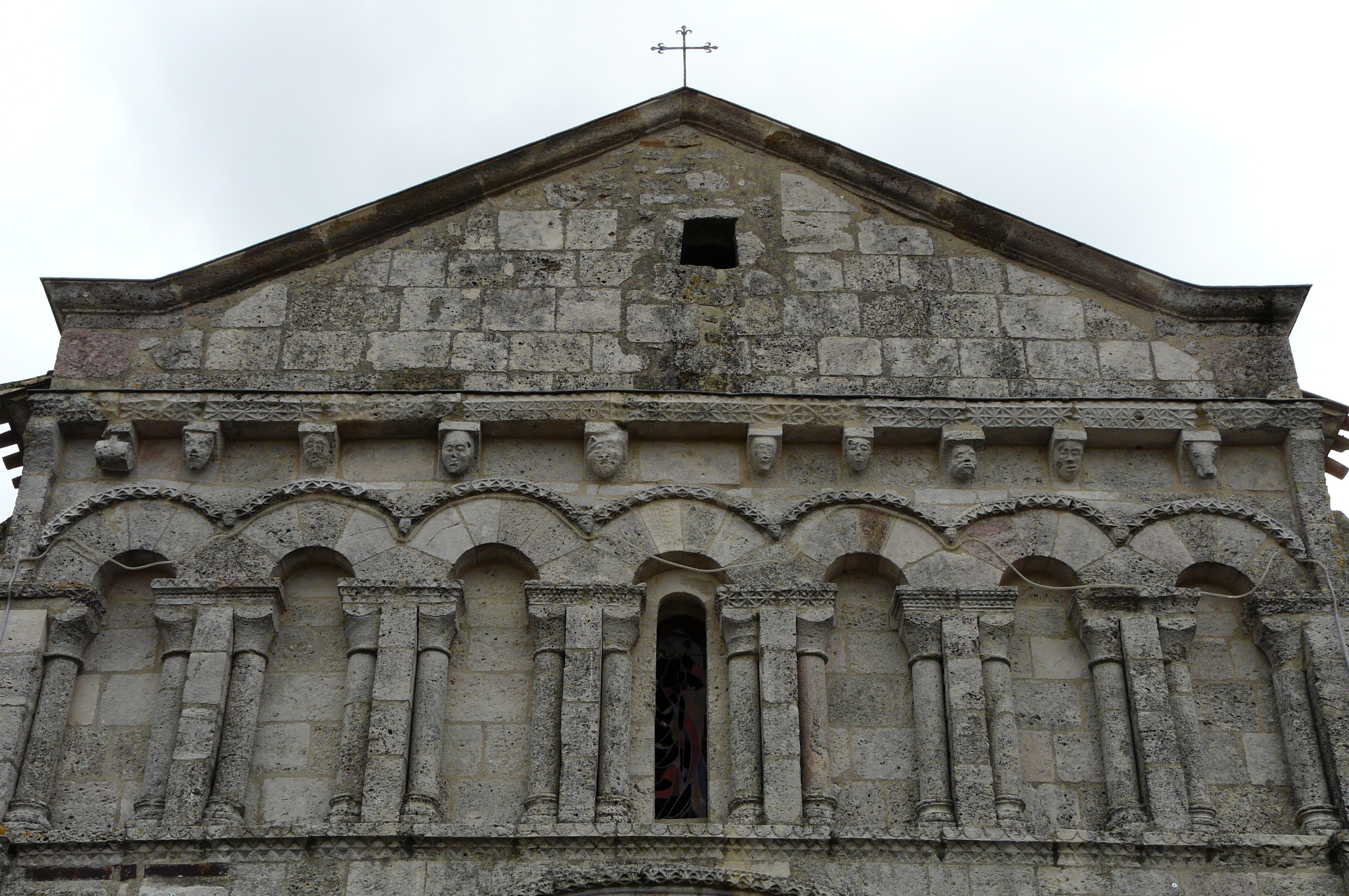
La partie supérieure de la façade occidentale de l'église.
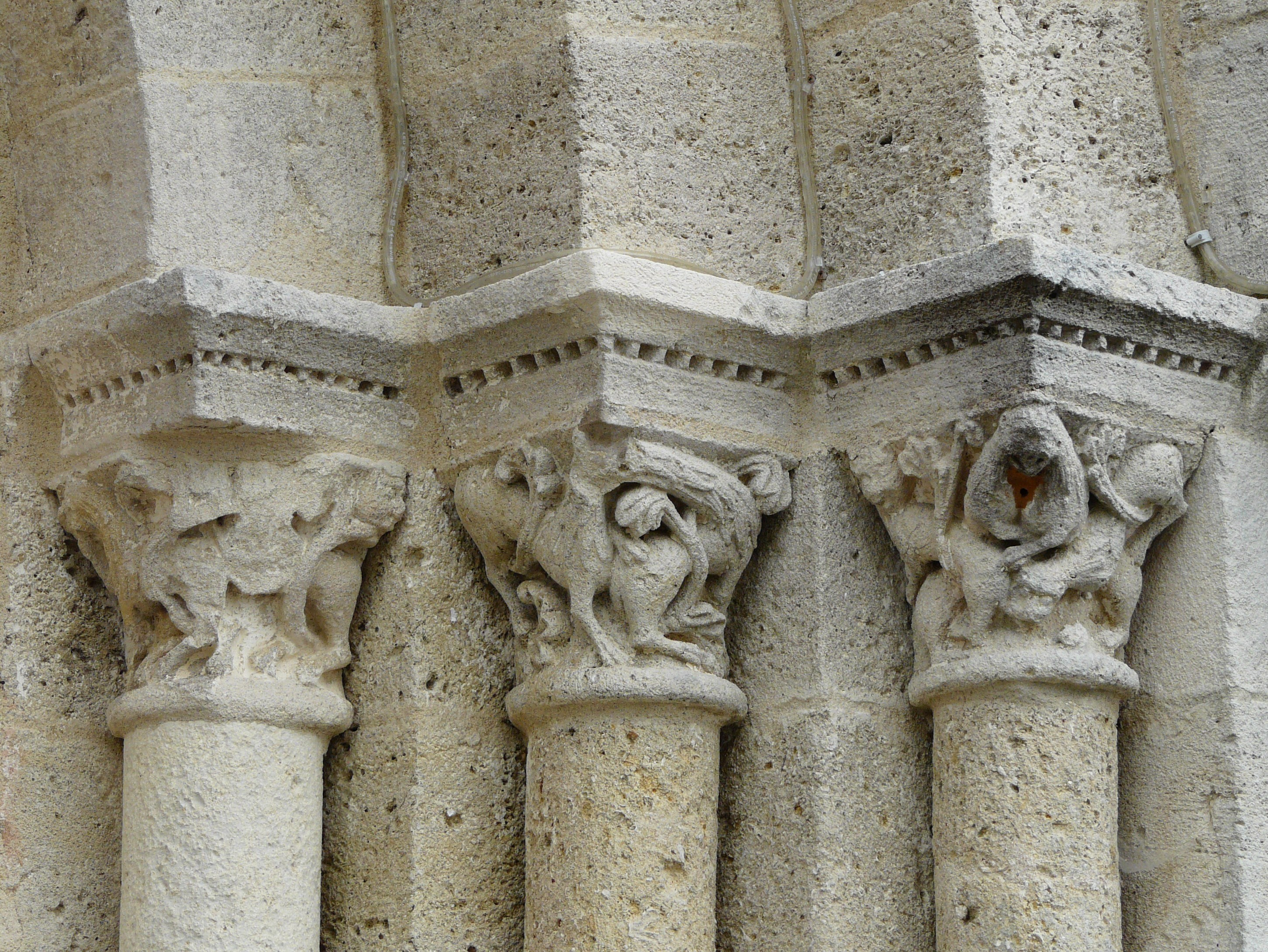
Chapiteaux du portail de l'église.
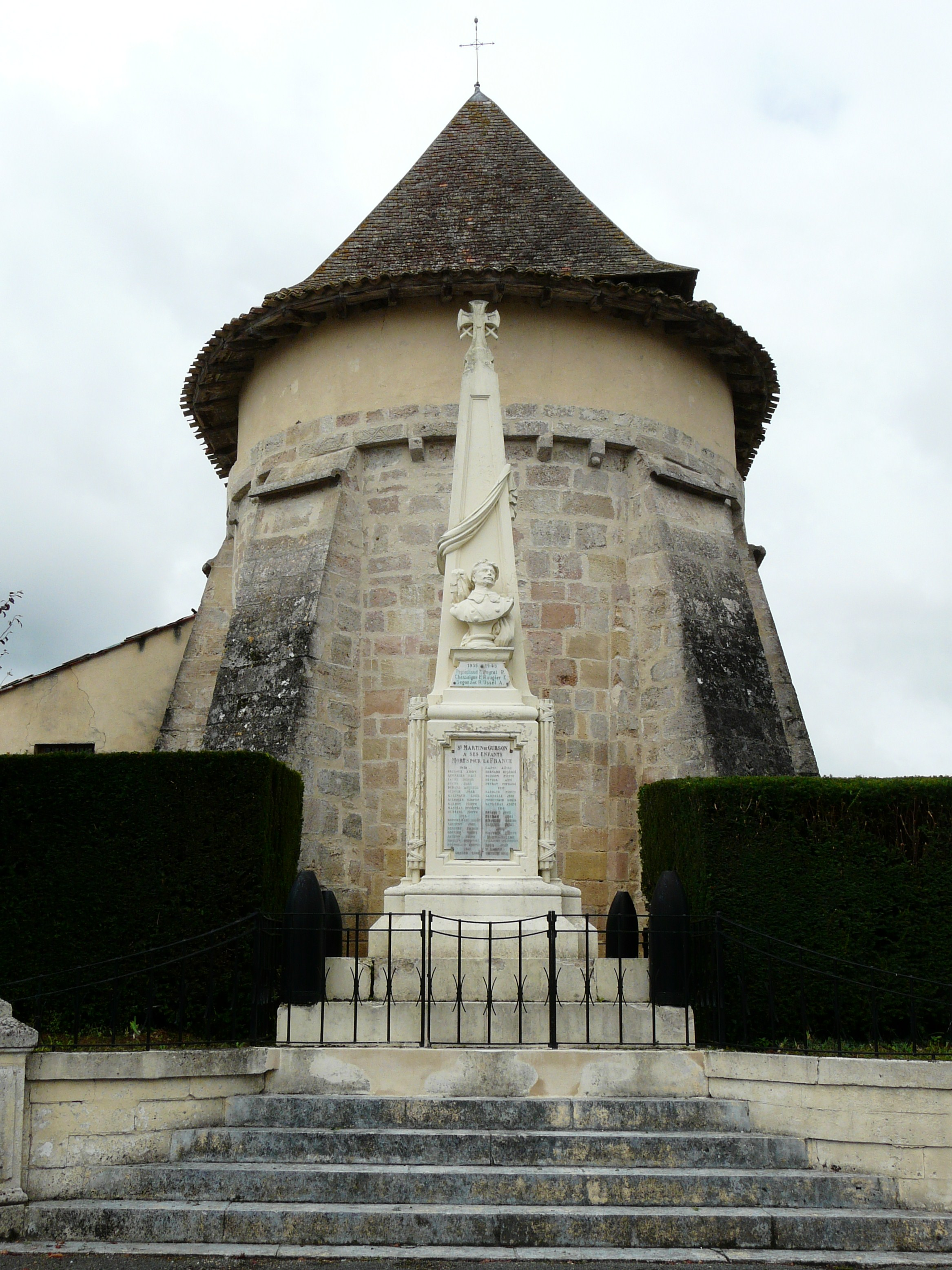
Le monument aux morts et le chevet de l'église.

### Héraldique
| Blason de Saint-Martin-de-Gurson | Blason  | Écartelé : au 1) et au 4) d’or aux trois pals de gueules, au 2) et au 3) d’or aux vaches de gueules colletées et clarinées d’azur, passant l’une sur l’autre ; sur le tout en chef un lambel de sable chargé dans chacun de ses trois pendants de cinq coquilles d’argent ordonnées 1.1.3. |
| Blason de Saint-Martin-de-Gurson | Détails | Le statut officiel du blason reste à déterminer. |

Ces armoiries étaient au XVe siècle celles de Gaston Ier de Foix-Grailly et son fils, Jean de Foix-Grailly, comte de Candale. Elles ont été transmises à Jean de Foix, comte de Gurson, fils cadet de Jean de Foix-Candale, vicomte de Meille (en Aragon), comte de Gurson et du Fleix. Sur les armoiries de la maison de Foix-Béarn, les cinq coquilles placées dans le lambel reprennent celles des armoiries de la famille de Grailly.

## Pour approfondir